# José Benito de la Bárcena
José Benito Bárcena (San Salvador de Jujuy, abril de 1821 - septiembre de 1890) fue un médico y político argentino que ejerció como gobernador de la Provincia de Jujuy en dos oportunidades: entre 1852 y 1853 y efímeramente en 1871.

## Biografía
Su padre fue un destacado dirigente unitario que ejerció como gobernador delegado durante unos días en 1841, período durante el cual se produjeron la derrota unitaria de Famaillá y la muerte del general Juan Lavalle en la ciudad de Jujuy. 
Estudió en la Universidad de Buenos Aires, donde se recibió de médico en 1844. Tras ejercer su profesión en Pergamino durante algunos años, regresó a Jujuy bajo la protección del gobernador federal Mariano Iturbe. Junto a Daniel Aráoz, eran los únicos dos médicos de esa ciudad, y ambos apoyaron el proceso revolucionario que llevó a los unitarios Escolástico Zegada y José López Villar a la gobernación. Fue elegido diputado en 1851, y conservó ese puesto durante la última gobernación de Iturbe.
Cuando llegó a Jujuy la noticia de la derrota de Juan Manuel de Rosas en la Batalla de Caseros, una revolución derrocó a Iturbe y en su lugar una Asamblea Popular presidida por el médico Mateo José Molina (gobernador interino) eligió a Bárcena. Un jurado especial condenó a muerte a Iturbe, y mientras sus abogados solicitaban clemencia, tanto el gobernador como la legislatura se negaron a aprobar o desaprobar la ejecución, que se cumplió por orden de un jurado, cumplida por un jefe militar.
Se trasladó a San Nicolás de los Arroyos, donde firmó el Acuerdo de San Nicolás; de regreso hizo elegir a los diputados jujeños al Congreso Constituyente que sancionó en Santa Fe la Constitución Argentina de 1853. Dirigió las elecciones legislativas que llevaron a la gobernación a Roque Alvarado tras un breve interinato del vicepresidente de la Legislatura y primer ministro de Bárcena Macedonio Graz.
Fue senador nacional desde 1854 hasta 1859, año en que renunció a su cargo. Apoyó la presidencia de Urquiza y la gobernación de Pedro José Portal en su provincia. Después de la Batalla de Pavón volvió a ser senador nacional. Entre 1863 y fines del año siguiente fue ministro general de gobierno del gobernador Daniel Aráoz. De regreso a su cargo de senador apoyó el gobierno de Bartolomé Mitre, aunque gradualmente se fue identificando con el Partido Autonomista Nacional, conducido en ese tiempo por Adolfo Alsina.
Cuando en 1869 fue creado el Colegio Nacional de San Salvador de Jujuy, fue su primer rector, cargo que ejerció durante seis años.
En medio de una crisis política que ocupó todo el año 1870 y el siguiente, en enero de 1871 fue elegido gobernador. Ocupó ese cargo apenas durante 33 días, presentando la renuncia al no poder organizar un gobierno estable. Fue sucedido por Portal, que demostró ser el único capaz de llevar estabilidad a la provincia en esas circunstancias.
Cuatro años más tarde fue elegido senador para completar el período de su antecesor, y en 1877 fue elegido por otros nueve años. Compartió con Portal el control del partido oficialista en su provincia. Fue, también, un firme aliado de los presidentes Nicolás Avellaneda y Julio Argentino Roca, y tuvo una actuación destacada en apoyo de ambos durante la Revolución de 1880. Al terminar su mandato fue elegido presidente de la Comisión Nacional de Médicos, dedicada casi exclusivamente a luchar contra una persistente epidemia de cólera.
Se retiró a la vida privada a principios de 1887, desplazado de la dirigencia política por el senador Pedro J. Pérez. Falleció en Jujuy tres años más tarde.